# سامبال
سَنْبَل (بالهندستانية: سنبھل) مدينة في الهند من ولاية أتر برديش وهي أقرب إلى نودهلي عاصمة الهند منها إلى لَكْنَوَ عاصمة الولاية، وهي في شرقي نودهلي على 158 كيلومترا منها وبينها وبين مراد آباد 32 كيلومترا. وقد صارت إلى سلطنة دهلي لعهد قطب الدين أيبك.
عتبر المدينة ذات أهمية كبيرة لدى الهندوس باعتبارها مسقط رأس كالكي المتنبأ به، وهو التجسد العاشر لوشنو، كما ورد في الكتب المقدسة مثل ماهابهاراتا، وسكاندا بورانا، وبهافيشيا بورانا، وكالكي بورانا لاحقًا.